# La Aurora (1918-1936)
La Aurora fue un periódico español editado en Barcelona entre 1918 y 1936.

## Historia
El diario, que comenzó a editarse en 1918, perteneció al Partido Radical de Alejandro Lerroux. Durante los años de la Segunda República llegó a ejercer como órgano de las juventudes radicales en Barcelona. La publicación, sin embargo, nunca tuvo una gran difusión. Desapareció con el estallido de la Guerra civil, publicando su último número el 8 de agosto de 1936.